# Al-Karmil
al-Karmil, en arabe : خربة الكرمل,  est un village du gouvernorat de Hébron en Palestine, situé à 12 km au sud de Hébron, au sud-ouest de la Cisjordanie.
Selon le recensement du bureau central palestinien des statistiques, la localité compte une population de 9 740 habitants en 2017.